# Thomas Bouhail
Thomas Bouhail, (Paris, 22 de julho de 1986) é um ginasta que compete em provas de ginástica artística pela França.
Bouhail iniciou a carreira profissional na modalidade artística em 2002, aos dezesseis anos, como a maioria dos ginastas, que conquistam vagas nas seleções nacionais. Em 2007 atingiu seu primeiro grande resultado internacional: a prata, na prova do solo do Campeonato Europeu de Amsterdã, nos Países Baixos, no qual superado pelo espanhol Rafael Martínez, somou 15,350, suficientes para encerrar a frente do alemão Matthias Fahrig e do grego Eleftherios Kosmidis. No ano seguinte, obteve qualificação para participar dos Jogos Olímpicos de Pequim, na China, ainda que não tenha disputado o Mundial de Stuttgart - classificatório para as Olimpíadas. Neles, foi às finais do concurso geral e do salto sobre a mesa. Na primeira, após findas as rotações, totalizou 87,000, 1,550 a menos que a nota obtida na fase classificatória. No aparelho, apesar de empatado em resultado final com o polonês Leszek Blanik, foi o vice-campeão, devido ao critério de desempate, que considera todas as notas dos juízes. No final do ano, Thomas competiu em Madrid, na Final da Copa do Mundo de 2008. Nela, tornou-se o campeão do salto sobre a mesa, a frente do neerlandês Jeffrey Hammes e do russo Anton Golotsutskov.
Em 2009, em nova edição continental, o Europeu de Milão, disputou a prova do salto, na qual atingiu a primeira colocação ao superar o romeno Flavius Koczi e o alemão Fahrig. Em meados do mesmo ano, participou dos Jogos do Mediterrâneo, dos quais novamente saíra campeão no aparelho. Mais tarde, disputou o Mundial de Londres, no qual encerrou no quinto lugar, em prova vencida por Marian Drăgulescu.